# 深谷吉次
深谷 吉次（ふかや よしつぐ）は、戦国時代から安土桃山時代の武将。

## 経歴
豊臣秀吉の関東征伐において開城した深谷城主上杉憲盛の次男。深谷城開城後、息子盛吉は徳川家康に仕えた。文化2年（1805年）、子孫で大目付の深谷盛房によって安楽寺に墓が建立された。

## 参照
- 深谷上杉氏